# Quyền Anh tại Đại hội Thể thao Đông Nam Á 2005
Quyền Anh tại Đại hội Thể thao Đông Nam Á năm 2005 được tổ chức từ ngày 28 tháng 11 đến ngày 4 tháng 12 năm 2005 tại College of St. La Salle Coliseum, thành phố Bacolod, tỉnh Negros Occidental, Philippines. Đây là một trong những kỳ SEA Games đánh dấu bước phát triển quan trọng của bộ môn quyền Anh trong khu vực, khi lần đầu tiên đưa các nội dung thi đấu dành cho nữ vào chương trình thi đấu chính thức, bên cạnh các hạng cân truyền thống dành cho nam.
Các trận đấu được tổ chức theo thể thức tiêu chuẩn của Hiệp hội Quyền Anh Nghiệp dư Quốc tế (AIBA), gồm 4 hiệp, mỗi hiệp kéo dài 2 phút, với sự chấm điểm của 5 trọng tài. Các nội dung tranh tài trải rộng từ hạng nhẹ nhất (light flyweight, dưới 48 kg) đến hạng trung (middleweight, đến 75 kg), cho cả nam và nữ.

## Bảng huy chương
| Tổng sắp huy chương SEA Games 2005 Bộ môn Quyền Anh |             |      |     |      |      |
| Hạng                                                | Đoàn        | Vàng | Bạc | Đồng | Tổng |
| 1                                                   | Philippines | 8    | 4   | 2    | 14   |
| 2                                                   | Thái Lan    | 6    | 2   | 2    | 10   |
| 3                                                   | Myanmar     | 0    | 4   | 2    | 6    |
| 4                                                   | Việt Nam    | 0    | 3   | 4    | 7    |
| 5                                                   | Indonesia   | 0    | 1   | 10   | 11   |
| 6=                                                  | Malaysia    | 0    | 0   | 3    | 3    |
| 6=                                                  | Lào         | 0    | 0   | 3    | 3    |
| 8                                                   | Campuchia   | 0    | 0   | 2    | 2    |
|                                                     | Tổng        | 14   | 14  | 28   | 56   |

## Bảng thành tích

### Hạng cân trên 46 kg nữ
| Huy chương | Vận động viên        | Quốc gia    |
| Vàng       | Alice Kate Aparri    | Philippines |
| Bạc        | Kyu Kyu Thi          | Myanmar     |
| Đồng       | Ranjana Thongtaisong | Thái Lan    |
| Đồng       | Sein Gereta          | Indonesia   |

### Hạng cân trên 48 kg nữ
| Huy chương | Vận động viên            | Quốc gia    |
| Vàng       | Usanakorn Thawilsuwayang | Thái Lan    |
| Bạc        | Naw Mu Chay              | Myanmar     |
| Đồng       | Analiza Cruz             | Philippines |
| Đồng       | Rumyris Simarmata        | Indonesia   |

### Hạng cân trên 50 kg nữ
| Huy chương | Vận động viên    | Quốc gia    |
| Vàng       | Annie Albania    | Philippines |
| Bạc        | Vũ Thị Hải Yến   | Việt Nam    |
| Đồng       | Nilar            | Myanmar     |
| Đồng       | Veronica Nicolas | Indonesia   |

### Hạng cân trên 54 kg nữ
| Huy chương | Vận động viên        | Quốc gia    |
| Vàng       | Jouvilet Chilem      | Philippines |
| Bạc        | Tạ Thị Minh Nghĩa    | Việt Nam    |
| Đồng       | Marivone Phimsompttu | Lào         |
| Đồng       | Eliza Wati           | Indonesia   |

### Hạng cân trên 60 kg nữ
| Huy chương | Vận động viên         | Quốc gia    |
| Vàng       | Mitchel Martinez      | Philippines |
| Bạc        | Ratree Kruake         | Thái Lan    |
| Đồng       | Đinh Thị Phương Thanh | Việt Nam    |
| Đồng       | Agnes Datunsolung     | Indonesia   |

### Hạng cân trên 45 kg nam
| Huy chương | Vận động viên          | Quốc gia    |
| Vàng       | Juanito Magliquian Jr. | Philippines |
| Bạc        | Zaw Myo Min            | Myanmar     |
| Đồng       | Keanuv Pangpayun       | Thái Lan    |
| Đồng       | Sikham Vongphaoune     | Lào         |

### Hạng cân trên 48 kg nam
| Huy chương | Vận động viên              | Quốc gia    |
| Vàng       | Harry Tañamor              | Philippines |
| Bạc        | Kyan Shan Aung             | Myanmar     |
| Đồng       | Romando Butar-Butar        | Indonesia   |
| Đồng       | Zamzadi Azizi Bin Mohammad | Malaysia    |

### Hạng cân trên 51 kg nam
| Huy chương | Vận động viên    | Quốc gia    |
| Vàng       | Somjit Jongjohor | Thái Lan    |
| Bạc        | Trần Quốc Việt   | Việt Nam    |
| Đồng       | Dastena Moniaga  | Indonesia   |
| Đồng       | Warlito Parrenas | Philippines |

### Hạng cân trên 54 kg nam
| Huy chương | Vận động viên      | Quốc gia    |
| Vàng       | Joan Tipon         | Philippines |
| Bạc        | Tangtong Klongjian | Thái Lan    |
| Đồng       | Dadan Amanda       | Indonesia   |
| Đồng       | Sayyalak Chatasone | Lào         |

### Hạng cân trên 57 kg nam
| Huy chương | Vận động viên     | Quốc gia    |
| Vàng       | Worapoj Pethkum   | Thái Lan    |
| Bạc        | Joegin Ladon      | Philippines |
| Đồng       | Nguyễn Trung Kiên | Việt Nam    |
| Đồng       | Eddey Kalai       | Malaysia    |

### Hạng cân trên 60 kg nam
| Huy chương | Vận động viên        | Quốc gia    |
| Vàng       | Genebert Basadre     | Philippines |
| Bạc        | Miftah Rifai Lubis   | Indonesia   |
| Đồng       | Đỗ Đức Thành         | Việt Nam    |
| Đồng       | Paunandes Bin Paulus | Malaysia    |

### Hạng cân trên 64 kg nam
| Huy chương | Vận động viên  | Quốc gia    |
| Vàng       | Pechai Sayota  | Thái Lan    |
| Bạc        | Romeo Brin     | Philippines |
| Đồng       | Cao Văn Trường | Việt Nam    |
| Đồng       | Aung Thura     | Myanmar     |

### Hạng cân trên 69 kg nam
| Huy chương | Vận động viên       | Quốc gia    |
| Vàng       | Non Boomjumnong     | Thái Lan    |
| Bạc        | Mark Jason Melligen | Philippines |
| Đồng       | Min Saiheng         | Campuchia   |
| Đồng       | Toar Sompotan       | Indonesia   |

### Hạng cân trên 75 kg nam
| Huy chương | Vận động viên          | Quốc gia    |
| Vàng       | Suriya Prasathinphimai | Thái Lan    |
| Bạc        | Reynaldo Galido        | Philippines |
| Đồng       | Ath Samreth            | Campuchia   |
| Đồng       | Bara Gommies           | Indonesia   |